# Paratilapia polleni
Paratilapia polleni Bleeker, 1868) è un pesce d'acqua dolce appartenente alla famiglia Cichlidae, conosciuto in Madagascar con il nome comune di Marakely (pesce nero)..

## Distribuzione e habitat
Questo ciclide è endemico delle acque dolci del Madagascar.

## Descrizione
P. polleni presenta un corpo abbastanza alto e compresso ai fianchi, con grossa bocca prominente e profili dorsale e ventrale convessi. La pinna dorsale è lunga, sorretta da forti raggi erettili; la pinna ventrale è alta, le ventrali sono appuntite, mentre pinna caudale e pettorali sono ampie e arrotondate. I mschi adulti presentano un ingrossamento convesso della fronte, che li fa apparire più tozzi e minacciosi, e pinne più sviluppate delle femmine. La livrea presenta un colore di fondo nero velluto con molti piccoli punti irregolari bianchi, anche sulle pinne: la pinna dorsale inoltre è orlata di giallo-bianco, le ventrali sono nere con pochi puntini mentre le pettorali nero-trasparenti, senza punti. 

Raggiunge una lunghezza massima di 28 cm.

## Riproduzione
La riproduzione avviene tra ottobre e marzo: la femmina depone tra le 800 e le 3500 uova ovoidali.

## Acquariofilia
Visto il suo rischio di estinzione è allevato prevalentemente in acquari pubblici.